# Western Union (filme)
Western Union (br Os Conquistadores; pt Conquistadores) é um filme estadunidense de 1941, do gênero faroeste, dirigido por Fritz Lang.

## Sinopse
Em 1861, o ladrão Vance Shaw está em fuga pelo deserto, quando encontra um homem ferido. Ele o ajuda a conseguir socorro e depois foge com o cavalo do ferido.
Algum tempo depois, Vance está procurando emprego na Companhia de Telégrafos (Western Union) e descobre que o homem que ajudara, Edward Creighton, é o responsável pela contratação de empregados. Creighton o reconhece e resolve dar uma chance a Vance para que este mostre que está de fato regenerado. Logo depois, Vance conhece a irmã de Creighton, Sue, por quem se apaixona.
Edward finaliza os preparativos para a sua empreitada, que consiste em estender postes e fios de telégrafos pelas Grandes Planícies norte-americanas. Nesse momento surge o jovem Richard Blake, filho de um dos donos da companhia e com aparência de almofadinha. Blake também se interessa por Sue, provocando a antipatia de Vance.
Iniciando o trabalho, Edward leva seus homens juntamente com Blake e Vance para o território selvagem, enfrentando índios e ladrões. Estes últimos fazem com que Edward e Blake desconfiem de Vance, que não diz que eles são da sua antiga quadrilha.

## Elenco
- Robert Young.... Richard Blake
- Randolph Scott.... Vance Shaw
- Dean Jagger.... Edward Creighton
- Virginia Gilmore.... Sue Creighton
- John Carradine.... Doc Murdoch
- Slim Summerville.... Cookie
- Chill Wills.... Homer Kettle
- Barton MacLane.... Jack Slade